# Кобу-Баши
Кобу-Баши — аул в Зеленчукском районе Карачаево-Черкесской республики России. Входит в состав муниципального образования Сторожевское сельское поселение.

## География
Расположен в горной части республики.
Улиц четыре — ул. Лесная, ул. Полевая, ул. Садовая и ул. Школьная.
Географическое положение
Расстояние до
районного центра Зеленчукская 24 км
республиканского центра Черкесск 67 км.

## Население
| 2002 | 2010 | 2021 |
| ---- | ---- | ---- |
| 451  | ↗524 | ↘470 |

## Инфраструктура
Военный полигон

## Транспорт
Автодорога регионального значения «Майкоп‐Карачаевск» (идентификационный номер 91 ОП РЗ 91 К‐006)

## Археология
- Около аула Кобу-Баши, на плато Баранаха, находится Треугольная пещера. Эта пещера была заселена от 600 до 250 тыс. лет назад и является одной из древнейших пещерных стоянок раннего палеолита в Восточной Европе. Среди орудий древнего человека археологами были найдены чопперы, протобифасы, комбинированные орудия и другие формы. Своеобразие животного мира в период межледниковья ок. 600 тыс.л.н. позволило  Г. Ф. Барышникову выделить по материалам Треугольной пещеры новый, урупский, комплекс фауны млекопитающих Северного Кавказа. Этот комплекс включает пещерного медведя Денингера, мосбахского волка, пятнистую гиену, льва, мелкую лошадь, носорога, бизона Шетензака и других животных [6].
- На плато Баранаха известна стоянка среднего палеолита - Баранаха-4. Это одна из самых высокогорных стоянок палеолита на Северном Кавказе (абсолютная высота над уровнем моря - 1477 м). В мустьерском слое возрастом более 60 тыс.л.н. изучена стоянка  неандертальцев, где велось активное расщепление каменного сырья (кремня) [7].
- Стоянки среднего палеолита изучены в пещере Киспап.[6]
- Стоянки каменного века, которые были заселены человеком современного вида, известны на стоянке Баранаха-4 (слой 1А) и местонахождении Баранаха-1 [8] .